# رنين ليندبلاد

تعود تسمية رنين ليندبلاد إلى عالم الفلك المجري السويدي بيرتل ليندبلاد، وهو الرنين المداري الذي تكون فيه ترددات التدوير للجسم (الحالة التي تكون فيها نقاط البعد الزاوي وراء بعضها) عبارة عن مضاعف بسيط لبعض ترددات القسر. يميل الرنين من هذا النوع إلى زيادة في اختلاف المراكز المدارية للجسم، والتسبب في تمركز خط طول نقاط البعد الزاوي في الطور مع ترددات القسر. يؤدي رنين ليندبلاد إلى دفع موجات الكثافة الحلزونية  سواء في المجرات (حيث تخضع النجوم للتأثير بواسطة الأذرع الحلزونية نفسها)، وفي حلقات كوكب زحل (حيث تتعرض جزيئات الحلقة للقسر بواسطة أقمار زحل).
يؤثر رنين ليندبلاد على النجوم على مسافات بعيدة من مركز المجرة، ويكون التردد الطبيعي للمكون الشعاعي للسرعة المدارية للنجم قريبًا من تردد الحد الأقصى المحتمل للجاذبية الذي يُصادَف خلال مسارها عبر الأذرع الحلزونية. إذا كانت السرعة المدارية للنجم حول مركز المجرة أكبر من سرعة الجزء الحلزوني الذي يمر من خلاله، فإن رنين ليندبلاد الداخلي يحدث أولًا إذا كان أصغر ومن ثم رنين ليندبلاد الخارجي. تزداد السرعة المدارية للنجم في حالة الرنين الداخلي مما يحرك النجم للخارج، وتنخفض للرنين الخارجي مما يسبب الحركة للداخل.